# Birnam (Schottland)
Birnam, schottisch-gälisch: Biorman, Biornam, auch Braonan /brɯːnan/, ist eine Ortschaft in der schottischen Council Area Perth and Kinross. Sie liegt in der traditionellen Grafschaft Perthshire etwa 20 km nördlich von Perth und etwa 35 km nordwestlich von Dundee am Südufer des Tay. Im Jahre 2011 verzeichnete Birnam zusammen mit der benachbarten Gemeinde Dunkeld 1287 Einwohner.
Birnam ist gut an das Verkehrsnetz angeschlossen. Durch Birnam verläuft die A9, die bedeutendste Fernverkehrsstraße der schottischen Highlands, auf ihrem Weg von Falkirk nach Thurso. Das am gegenüberliegenden Tay-Ufer befindliche Dunkeld ist über die Dunkeld Bridge mit Birnam verbunden. Zusammen mit Dunkeld wird Birnam über den Bahnhof Dunkeld and Birnam bedient, der bis in die 1890er Jahre von der Highland Railway bedient wurde. Heute halten dort Züge von ScotRail auf der Highland Main Line und der East Coast Main Line.
In Shakespeares Drama Macbeth prophezeien drei Hexen König Macbeth, er habe nichts zu fürchten, solange nicht der Wald von Birnam nach Dunsinane komme.